# Albert Loritz
Albert Loritz (* 13. November 1953 in Rot bei Laupheim; † 15. Dezember 2018 in Würzburg) war ein deutscher Arrangeur und Komponist. Der Schwerpunkt seiner Arbeiten lag auf der Transkription klassischer Musik für Bläserensembles und sinfonisches Blasorchester.

## Leben und Wirken
Nachdem Loritz 1972 in St. Wendel das Abitur abgelegt hatte, studierte er von 1972 bis 1978 an der Musikhochschule Freiburg Schulmusik mit dem Hauptfach Orgel sowie die Fächer Musiktheorie/Komposition. Prägende Lehrer waren Peter Förtig, Lars Ulrich Abraham und Klaus Huber. Außerdem studierte er Musikwissenschaften und an der Universität Freiburg unter anderem bei Hans Heinrich Eggebrecht und Werner Breig. In seiner Freiburger Zeit leitete von 1978 bis 1993 das Große Blasorchester des Musikvereins Freiburg-Zähringen. Zudem war er von 1977 bis 1981 als Kirchenmusiker, Organist und Chorleiter in Gundelfingen tätig.
Loritz ist vor allem für seine fundierten und sorgfältig ausgearbeiteten Übertragungen von Musik des Barock und der Romantik für moderne Bläserbesetzungen bekannt. Besonders geschätzt sind seine Version der „Feuerwerksmusik“ von Georg Friedrich Händel und seine Bach-Bearbeitungen für Blasorchester.
In den 80er Jahren war Albert Loritz einer der wichtigsten Querdenker in der deutschen Blasmusikszene. In Fortbildungskursen und Zeitschriftenartikeln nahm er vor allem zu Fragen des Repertoires, der Programmgestaltung und der Instrumentation Stellung und wandte sich gegen Kitsch und den Einfluss des „Hollywood-Sounds“ in der Blasorchesterliteratur. Ein großes Anliegen ist ihm die Integration des Saxophons als ebenbürtiges klassisches Instrument in die Bläserbesetzung. In den letzten Jahren entwickelte er ein Modell eines Saxophonorchesters mit fünf Stimmen in chorischer Besetzung.
Im Hauptberuf war er von 1978 bis 2017 Musikpädagoge. Stationen seiner Tätigkeit waren Gymnasien in Freiburg, Osterburken und Neckarsulm. Zuletzt war er Musiklehrer am Albert-Schweitzer-Gymnasium Neckarsulm und leitete dort zusammen mit Annette Kutzer das Schulorchester des Gymnasiums, das Saxophonorchester VARIOSAX. Dieses Ensemble ist mittlerweile als privates Projektorchester in Kloster Schöntal angesiedelt.
Die Lust am Experimentieren mit ungewöhnlichen kammermusikalischen Besetzungen führte zur Entstehung der Ensembles „6 mal anders“, „saxoforte“, „ensemble polychrome“ und „saxcultur“. Zusammen mit seiner Frau Annette Kutzer (Violine, Sopran-/Tenorsaxophon) und befreundeten Musikern erarbeitet Albert Loritz (Baritonsaxophon, Bass-/Kontrabassklarinette, Arrangements) ausgefallene Programme, oft mit literarischen, kirchlichen oder kulturgeschichtlichen Bezügen.

## Werke

### Kompositionen (Auswahl)
Im Druck:
- Aus Maximilians Zeit – Renaissance-Suite (Blasorchester)
- „Crazy Rock 'n' Roll“ (Saxophonquartett)
- „Die Gedanken sind frei“ – Liberale Variationen (Blasorchester)
- Europäische Weihnacht (Blasorchester)
- Fantasie über ein ukrainisches Lied (Blechbläserensemble)
- Fantasy on a Christmas Spiritual (Saxophonquintett)
- „Maria durch ein’ Dornwald ging“ (Holzbläserensemble)
- „Psallite Domino“ – Choralbearbeitungen (3 Trp. oder 3 Hr.)
- „Puer natus est“ – Choralbearbeitungen (Blechbläserquartett)
- Spiritual Variations – Drei biblische Charakterstücke (Saxophonorchester/-quintett)
- Toccata über E-F-C-H-A-D-E (Blasorchester)

Manuskript:
- Aphorismen nach Zettelsprüchen von Emil Gött (Männerchor und Blasorchester)
- Fantasie über „El cóndor pasa“ (Horn und Streichquartett)
- Fantasie über „Der Mond ist aufgegangen“ (Saxophonquartett)
- Gospel Invocations (ASx.-Solo und Saxophonorchester/-quintett)
- „Denk’ ich an Bach…“ Fantasie über B-A-C-H (Blasorchester)
- Inventio rapsodica über einen mittelalterlichen Kyrie-Gesang (Klar. + Bassklar.)
- „Kyrie“ – Fantasie médiévale sur des thèmes grégoriens (Saxophonorchester)
- „Pfingstfarben“ – Fantasie über den Pfingsthymnus „Veni creator spiritus“ (2 Vl., 2 Klar., ASx., Bassklar.)
- „Rockin' Rondo“ (Saxophonorchester/-quintett)
- Sinfonietta in Es im nostalgischen Stil über alte deutsche Liebeslieder (Blasorchester)
- „Tempora mutantur“ („Halleluja per saecula“) – Gang durch die Musikgeschichte in 10 Sätzen (Saxophonquintett)

### Bearbeitungen/Transkriptionen (Auswahl)
Im Druck:
- Air und Bourrée aus der Orchestersuite Nr. 3 (Bach) (Blasorchester)
- Allegretto aus der Sinfonie Nr. 100 (Haydn) (Blasorchester)
- „An die Freude“ Musik aus der IX. Sinfonie (Beethoven) (Blasorchester)
- Andantino (Franck) (Blasorchester)
- Chaconne Z.730 (Purcell) (Saxophonquartett)
- „Cibuliča“ – Tschech. Tanz Nr. 3 (Smetana) (Saxophonorchester/-quintett)
- Concerto per 2 trombe (Vivaldi) (2 Solo-Trp. und Holzbläserensemble)
- „Cuesta abajo“ (Gardel) (Saxophonquartett)
- Drei festliche Stücke (Mendelssohn) (Saxophonorchester/-quintett)
- Drei Weihnachtslieder aus dem östl. Europa (Saxophonorchester/-quintett)
- Duetto aus der Kantate BWV 78 (Bach) (2 Solo-Trp. und Holzbläserensemble)
- „Einzug der Königin von Saba“ (Händel) (2 Solo-Trp. und Blasorchester)
- Figaro-Marsch (Mozart) (Blasorchester)
- Hornkonzert Nr. 3 Es-Dur KV 447 (Mozart) (Solo-Hr. und kleines Blasorchester)
- „In the Mood“ (Razaf/Garland) (Saxophonquintett)
- Jig aus der St Paul’s Suite op.29 (Holst) (Saxophonorchester/-quintett)
- Larghetto aus den „Six pièces mélodiques originales“ (Solo-Hr., 2 Vl., 2 Klar., Bassklar.)
- Menuett aus der Sinfonie Es-Dur KV 543 (Mozart) (Blasorchester)
- Morceau Symphonique (Guilmant) (Solo-Pos. und Bläserensemble)
- „Music for the Royal Fireworks“ (Händel) (Blasorchester)
- Old English Tunes and Airs (Blasorchester)
- Ouvertüre zur „Zauberflöte“ (Mozart) (Saxophonquintett)
- Paraphrase über den Siegeschor aus „Judas Maccabaeus“ (Guilmant) (Blasorchester)
- Pomp an Circumstance No. 1 (Elgar) (Blasorchester)
- Praeludium und Fuge BWV 537 (Bach) (Saxophonorchester/-quintett)
- Quatre pièces caractéristiques aus den „Heures mystiques“ (Boëllmann) (Saxophonorchester/-quintett)
- Rondeau aus „Abdelazer“ (Purcell) (Saxophonorchester/-quintett)
- „Rondo alla turca“ (Mozart) (Saxophonquintett)
- Rondo Antwerpen 1551 (Susato) (Saxophonquintett)
- Rondo aus dem Hornkonzert KV 417 (Mozart) (Solo-Hr. und kleines Blasorchester)
- Serenade op. 33 (Demersseman) (Solo-Altsax. und Bläserensemble)
- „Sevilla“ aus der „Suite espanole“ op. 47 (Albéniz) (Saxophonorchester/-quintett)
- Sinfonia „La Bergamasca“ (Viadana) (doppelchörig)
- Suite aus der „Wassermusik“ (Händel) (Blasorchester)
- Suite from „Abdelazer“ and „The Double Dealer“ (Purcell) (Blasorchester)
- “The trumpet shall sound” (Händel) (Solo-Trp., Solo-Pos und Holzbläserensemble)
- Toccata BuxWV 157 (Buxtehude) (Blasorchester)
- Two Horn Voluntaries (Stanley) (2 Hr. und Holzbläserquartett)
- Two Marches (Joplin) (Saxophonquintett)
- Ungarische Tänze Nr. 3, 5, 6 (Brahms) (Saxophonquintett)
- Vorspiel zu „Carmen“ (Bizet) (Saxophonorchester/-quintett)
- Vier festliche Choräle (Praetorius, Bach, Mendelssohn, Loritz) (Blasorchester)
- Vier kleine Tänze (Beethoven) (Blasorchester)
- Vier Miniaturen (C. Ph. E. Bach) (Saxophonorchester/-quintett)
- Vier Sätze aus dem Weihnachtsoratorium (Saint-Saëns) (Blasorchester)
- „Vom Himmel hoch“ Choral und Fuge (Bach) (Blasorchester)
- „Zorba's Dance“ (Theodorakis) (Saxophonquartett oder -quintett)
- Zwei berühmte Choräle (Bach) (Blasorchester)
- Zwei festliche Choräle (Bach) (Blasorchester)
- Zwei Polonaisen (Fr. X. Mozart) (Holzbläserensemble)

Sammelalben:
- Elf Stücke aus dem Notenbüchlein der A. M. Bach (Holzbläserquartett)
- Barock-Panorama (Saxophonquartett)
- Klassik-Panorama (Saxophonquartett)
- Charakteristische Tänze aus drei Jahrhunderten (Holzbläserquartett)
- Choral-Duos (Posaunen etc.)
- Duo-Album (ASx. + TSx.)
- Kirchenalbum (Trp. und Orgel)
- musica sacra (Pos. und Orgel)

Manuskript:
- Adagio & Fuge c-moll KV 546 (Mozart) (Saxophonquartett)
- Bulgarische Weihnachtsmusik (Saxophonquartett)
- Concertino op 26 (Weber) (Solo-Klar. + 2 Vl., Va., Bassklar., Hr.)
- Divertimento Hob. II:7 (Haydn) (Saxophonquintett)
- Drei biblische Lieder aus op.99 (Dvořák) (Sopran, 2 Vl., Va., Klar., Bassklar., Hr.)
- English Christmas Rondo (Saxophonquartett)
- Händel-Variationen op.24 (Brahms) (Blasorchester)
- «Le Roy s’amuse» Tänze aus Versailles (Delalande) (Saxophonquartett)
- Lieder von Schubert, Fanny Hensel, Mendelssohn, Lachner (Sopran + Schubert-Oktett-Besetzung)
- „Meditation“ (Mussorgski) (Solo-Hr. + Klarinettenquartett)
- Menuett (Walzer) op. 28/1 (Dvořák) (2 Hr. und Saxophonquartett)
- Prélude & Farandole aus «L’ Arlésienne» (Bizet) (Saxophonquintett)
- Rondo g-Moll op. 94 (Dvořák) (Solo-Vc. + 2 Vl., Va., Klar., Bassklar., Hr.)
- Suite aus „Gyermekeknek“ (Saxophonquartett)
- Symphonie concertante op. 109, Nr. 3 (Dancla) (2 Vl., 2 Klar., Hr., Basskl.)
- Sonate op 65, Nr. 6 „Vater unser“ (Mendelssohn) (Blasorchester)
- Vier Lieder ohne Worte (Mendelssohn) (Saxophonquintett)
- Winterszeit I / II op. 68, Nr. 38 (Schumann) (2 Hr. und Saxophonquartett)